# قطعنامه ۱۰۷۴ شورای امنیت
قطعنامه ۱۰۷۴ شورای امنیت سازمان ملل متحد که در تاریخ ۰۱ اکتبر ۱۹۹۶ تصویب شد، سندی بین‌المللی دربارهٔ بررسی وضعیت در یوگسلاوی سابق است. این قطعنامه طی نشست ۳۷۰۰ام با ۱۵ رای موافق، ۰ مخالف و ۰ ممتنع تصویب شد.